# 에이미 스틸
에이미 스틸(Amy Steel, 1960년 5월 3일 ~ )은 미국의 배우, 모델이다.
펜실베이니아주에서 태어났다.

## 출연 작품

### 영화
- 13일의 금요일 2 (1981)
- 테러리스트 (1983)
- 죽음의 만우절 (1986년) - 킷 그레이엄 역
- The Red Spider (1988)
- 제인의 말로 (1991) - 텔레비전 영화 리메이크
- 흔들리는 유혹 (1992, Play Nice)
- 타이쿠스 (1999, Tycus)
- 제이슨이었던 이름의 남자: 13일의 금요일 30년 (2009, His Name Was Jason: 30 Years of Friday the 13th) - 본인 (다큐멘터리)

### 텔레비전
- 외계인 메스타 (1982-83, The Powers of Matthew Star)